# 皐乃一座
皐乃一座（コウノイチザ）は、影野わかばが設立した創作集団である。

## 概要
皐乃一座（コウノイチザ）とは2015年10月に影野わかばが設立した創作集団。音楽をはじめとした芸術全般を含むあらゆる活動家の巣窟とすべく立ち上げを決意する。「創る」という行為、そうして生まれた「創作」が実際にそれに触れた人々に何かしらの影響を与えることを目的とする。

## 略歴
2015年10月に立ち上げて以来、年に数回皐乃一座主宰のイベント「影絵の夜会」を各地で開催している。参加できる座員に合わせてその都度座長・影野が筋書きを作り、それに合わせて座員がそれぞれの創作をステージ向けて準備する。さらにそれらを組み合わせてひとつのショーとして作り上げられている。2015年10月3日の東京公演をはじめ、大阪も含めて現在4公演が終了。現在新たな演目づくりのため座員とともに製作中。
「影絵の夜会」特別演目
- 歌物語（影野わかばによる物語のギター弾き語り
- 朗読歌劇（とかげのわかばが脚本・演出・朗読をし、ゲスト・ミュージシャンによる歌・演奏が盛り込まれた芝居）

## 所属座員
- 影野わかば (座長・音楽家)
- とかげのわかば（朗読者）
- 日向巽（作家）
- 椎実北路（挿絵師）
- 山本蓮理（お菓子作家）
- 笠原将吾（鋏師）

- 黒川司（鍵盤奏者）

座員は随時募集中。

## 作品

### アルバム
|   | タイトル                        | 発売日         | 品格品番 | 備考                                                                                       |
| - | ------------------------------- | -------------- | -------- | ------------------------------------------------------------------------------------------ |
| 1 | 影法師                          | 2011年10月25日 | KCD-001  | とかげのわかば名義。1stアルバム。CDとカセットテープ 同時発売。キコリレコードよりリリース。 |
| 2 | 最後の嘘                        | 2013年10月30日 |          | とかげのわかば名義。2ndアルバム。                                                          |
| 3 | 夕陽だった                      | 2015年2月27日  | KIZ-001  | 影野わかば名義。1stアルバム。                                                              |
| 4 | 影、再び                        | 2015年8月      | KIZ-002  | 影野わかば名義。デモ音源集。                                                               |
| 5 | 歌物語 長編「紳士」             | 2015年12月     | KIZ-003  | 影野わかば名義。朗読を取り入れた歌物語シリーズ第1弾。                                      |
| 6 | 歌物語 長編「からくり人形の夢」 | 2016年2月      | KIZ-005  | 影野わかば名義。朗読を取り入れた歌物語シリーズ第2弾。                                      |
| 7 | 歌物語 長編「犬が鳴いた日」     | 2016年9月23日  | KIZ-006  | 影野わかば名義。朗読を取り入れた歌物語シリーズ第3弾。                                      |
| 8 | 予知夢                          | 2016年10月31日 | KIZ-007  | 獏名義。1stアルバム。                                                                      |